# Пескиера дел Гарда
Пескиера дел Гарда (на италиански: Peschiera del Garda) е град и община в Италия, в региона Венето, провинция Верона. Населението е около 9900 души (2007).
Общината е най-западната в региона Венето и се намира на южния бряг на езеро Гарда.